# Akrolein
Az akrolein vagy akrilaldehid egy szerves vegyület, a legegyszerűbb telítetlen aldehid. Színtelen, kellemetlen szagú folyadék. Innen kapta a nevét: acer latinul csípős, átható, olens szagos. Vízben jól oldódik, korlátlanul elegyedik a legtöbb szerves oldószerrel. Erős méreg.

## Kémiai tulajdonságai
Az akrolein reakciókészsége nagy. Állás közben polimerizálódik, egy nagy molekulasúlyú, amorf vegyületté alakul. Maga az akrolein az aldehidek és az alkének jellemző reakcióit mutatja. Könnyen oxidálódik akrilsavvá, ez a reakció már a levegő oxigénje hatására is végbemegy, a katalitikus oxidációt ipari jelentősége miatt intenzíven kutatják. Naszcensz hidrogén hatására allil-alkohollá redukálódik, katalitikus hidrogénezés hatására először propionaldehid, majd propanol keletkezik. A hidrogén-kloridot és a brómot addícionálja.

## Előállítása
Az akrolein előállítására többféle módszer is létezik. Ez a vegyület keletkezik, ha propilént katalizátor jelenlétében oxidálnak. A formaldehid és az acetaldehid kondenzációs reakciójával is nyerhető.
{\displaystyle \mathrm {CH_{2}O+CH_{3}{-}CHO\rightarrow CH_{2}{=}CH{-}CHO+H_{2}O} }
A glicerin hevítés hatására vizet veszít, ekkor is akrolein keletkezik.

## Felhasználása
Az akroleint nagy mennyiségben használják akrilsav gyártására, ami fontos műanyagipari alapanyag. Emellett az allil-alkohol és az akrilnitril gyártásához is használnak akroleint. Heterociklusos vegyületek szintézisére, mint például 3-pikolin is felhasználják.